# Aeroporto di Harbin-Taiping
L'Aeroporto di Harbin-Taiping (Cinese tradizionale: 哈爾濱太平國際機場, semplificato: 哈尔滨太平国际机场, pinyin: Hāěrbīn Tàipíng Guójì Jīchǎng) (IATA: HRB, ICAO: ZYHB) è un aeroporto cinese situato a 33 km a sud-ovest del centro di Harbin, nel distretto di Daoli, ed è il principale scalo aeroportuale della provincia dello Heilongjiang.